# Insular-eilanden
De Insular-eilanden waren een grote groep actieve vulkanische eilanden in de Grote Oceaan gedurende het Krijt (waarschijnlijk vanaf 130 miljoen jaar geleden tot 115 miljoen jaar geleden). Door de westelijke beweging van Noord-Amerika fuseerde de eilandengroep met de westkust van Noord-Amerika in het midden krijt.